# سزارستون
سزارستون (انگلیسی: Caesarstone) شرکت تولید صنعتی اسرائیلی است، که در سال ۱۹۸۷ تأسیس شد.